# Arnold Sommerfeld

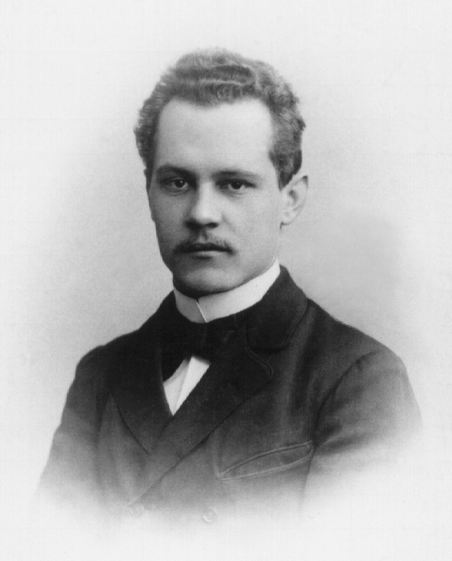
Arnold Sommerfeld 1897 i Göttingen.

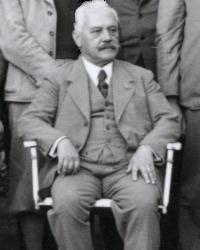
Arnold Sommerfeld 1935 i Stuttgart.

Arnold Johannes Wilhelm Sommerfeld, född 5 december 1868 i Königsberg (nuvarande Kaliningrad), död 26 april 1951 i München, var en tysk matematiker och teoretisk fysiker.

## Liv
Sommerfeld var son till en naturvetenskaplig intresserad läkare. Han började 1886 läsa matematik vid Albertina-universitetet i Königsberg. Under sin studenttid var han medlem av en Burschenschaft. Han deltog i mensurfäktning som gav honom ett ärr i pannan. Sommerfeld disputerade 1891 på en avhandling om matematisk fysik med von Lindemann som handledare. Efter en lärarexamen och ett års militärtjänst lämnade han Königsberg för Göttingen där han samarbetade med Felix Klein. Efter anställningar i Clausthal och Aachen blev Sommerfeld 1906 professor i teoretisk fysik vid Münchens Ludwig-Maximilian-universitet. Här var han handledare för nästan trettio doktorsavhandlingar, till exempel Peter Debye (1908), Peter Ewald (1912), Wolfgang Pauli (1921), Werner Heisenberg (1923), och Hans Bethe (1928). Nazisternas maktsövertagande ledde till att Sommerfeld 1935 tvingades gå i pension, men han kunde fortsätta undervisa. Sommerfeld tilldelades Matteuccimedaljen 1924, Max Planck-medaljen 1931 och Lorentzmedaljen 1939. Han dog 82 år gammal efter att han hade blivit påkörd av en lastbil.

## Verk
Sommerfeld är mest känd för sina bidrag till den semiklassiska "gamla kvantmekaniken", där han utvidgade Bohrs atommodell med elliptiska elektronbanor.